# Innsmouth
Innsmouth è una città immaginaria creata dallo scrittore statunitense Howard Phillips Lovecraft che viene citata nel racconto La maschera di Innsmouth.

## Posizione geografica
Innsmouth è un villaggio costiero del Massachusetts, forse nella contea di Essex, situato tra la città di Newburyport e la fittizia Arkham.

## Storia
Innsmouth fu fondata nel 1643 da alcuni coloni, che la trasformarono in un rilevante porto costiero utile al traffico commerciale. Innsmouth si sviluppò lungo il fiume Manuxet (anch'esso immaginario) fino all'inizio della guerra del 1812, combattuta dagli Stati Uniti contro l'Impero britannico: questo conflitto rese impraticabili molte rotte e portò all'affondamento di diverse navi, al punto che nel 1828 l'unica flotta ancora in attività era quella del capitano Obed Marsh, appartenente a una delle famiglie più influenti di Innsmouth.
Nel 1840, Marsh fondò a Innsmouth una setta conosciuta come "Ordine Esoterico di Dagon": la base religiosa di questa setta era un culto polinesiano che Marsh aveva scoperto durante i suoi viaggi. La setta, con particolari cerimonie, richiamò dal mare una razza di mostruosi uomini pesce-rana (gli "abitatori del profondo") e strinse con loro patti blasfemi. Le creature abissali si impegnarono a fornire agli abitanti di Innsmouth oro e pesce in grande quantità, pretendendo in cambio il sacrificio semestrale di alcuni giovani e, più tardi, chiedendo anche di mescolare la propria razza con gli umani del villaggio.
Quando Obed e i suoi seguaci vennero arrestati, i sacrifici rituali cessarono. L'attività della setta in seguito riprese e l'ibridazione con la razza degli abitatori del profondo crebbe, causando numerose deformità nella popolazione. Di conseguenza, Innsmouth venne evitata da tutti per diversi anni, fino al 1927, quando finì sotto investigazione da parte delle autorità federali per presunto contrabbando di alcolici.
Al tempo in cui si svolge il racconto, la cittadina è per oltre metà disabitata e in disfacimento, i sacerdoti delle varie confessioni sono stati cacciati da Innsmouth e i loro luoghi di culto sono stati votati alle divinità marine quali Cthulhu e Dagon.
Gli abitanti hanno quasi tutti nella loro ascendenza un essere pesce-rana e presentano tratti fisici tipici descritti nel racconto La maschera di Innsmouth: occhi fissi e sporgenti dalle palpebre immobili, un'andatura strascicata e una pelle secca e malata con alcune piaghe intorno al collo che ricordano le branchie dei pesci. Gli ibridi così nati andavano trasformando i loro tratti con il passare degli anni, fino a diventare del tutto deformi e adatti alla vita acquatica, quindi si trasferivano per sempre nell'oceano con i loro avi dove sarebbero vissuti per sempre.
Il protagonista di La maschera di Innsmouth scopre di essere nipote di una di questi esseri semiumani, alla fine del racconto comincia a trasformarsi da umano a ibrido, e dice di aver un cugino già in trasformazione. Anche Asenath Waite di La cosa sulla soglia potrebbe essere una mezza creatura degli abissi, essendo descritta con occhi sporgenti e come figlia di una donna di Innsmouth, che teneva sempre un velo sul viso per nascondere la propria deformità.

## Descrizione
Ne La maschera di Innsmouth, il protagonista descrive così la città: